# Neohaltichella nilgirica
Neohaltichella nilgirica är en stekelart som beskrevs av T.C. Narendran 1989. Neohaltichella nilgirica ingår i släktet Neohaltichella och familjen bredlårsteklar. Inga underarter finns listade i Catalogue of Life.